# Рутульці
Рутульці (рут. мыхІаІбыр) — невелика за чисельністю народність, що належить до лезгинської мовної групи. Рутульці мешкають на півдні Дагестану, у верхів'ях річки Самур. Найбільшим населеним пунктом на цій території є Рутул, звідки походить і назва народності. Спільної самоназви у рутульців немає, вони називають себе по імені тих селищ, в яких проживають.

## Розселення та чисельність
Всього налічується 22 рутульського селища, 18 з них розташовані у долині річки Самур і в найближчих до неї горах, два — у долині річки Ахтичай і два — у суміжній з нею частині північного Азербайджану.
За даними перепису 2010 року, в Росії налічувалося 35,2 тис. рутульців, зокрема у Дагестані — 27,8 тис. осіб.
Основні райони проживання рутульців у Дагестані за даними перепису 2010 р.
|                       | населення району | % рутульців |
| Рутульський район     | 22 926           | 58,2%       |
| Докузпаринський район | 15 357           | 3,0%        |
| Кизляр (м/о)          | 51 707           | 1,6%        |
| Кізлярський район     | 67 287           | 1,5%        |
| Каспійськ             | 100 129          | 1,2%        |
| Махачкала (м/о)       | 696 885          | 1,2%        |
| Дагестан              | 2 910 249        | 1,0%        |

Перепис населення України зафіксував у 2001 р. 139 рутульців, з яких 69% проживали у 4 регіонах: Донецькій, Харківській, Дніпропетровській областях та Автономній Республіці Крим